# Gornje Taborište (żupania karlowacka)
Gornje Taborište – wieś w Chorwacji, w żupanii karlowackiej, w mieście Slunj. W 2011 roku liczyła 227 mieszkańców.